# Derivierte Kategorie
Die derivierte Kategorie {\displaystyle D({\mathcal {A}})} einer abelschen Kategorie {\displaystyle {\mathcal {A}}} ist ein wichtiges Objekt in der modernen homologischen Algebra. Sie wurde durch Grothendiecks Student Verdier eingeführt.

## Quasiisomorphismus
Zuerst bildet man die abelsche Kategorie {\displaystyle \mathop {Ch} ({\mathcal {A}})} aller Kettenkomplexe in {\displaystyle {\mathcal {A}}}.
Ein Kettenhomomorphismus {\displaystyle f_{*}\colon C_{*}\rightarrow D_{*}} in {\displaystyle \mathop {Ch} ({\mathcal {A}})} heißt ein Quasiisomorphismus, falls er unter Homologie zu einem Isomorphismus wird, das heißt falls {\displaystyle H_{n}(f)\colon H_{n}(C)\rightarrow H_{n}(D)} ein Isomorphismus ist für jede ganze Zahl {\displaystyle n}.

## Homotopie-Kategorie
Analog zur herkömmlichen Homotopie-Kategorie bildet man die Homotopie-Kategorie {\displaystyle K({\mathcal {A}})}, indem man kettenhomotope Morphismen in {\displaystyle \mathop {Ch} ({\mathcal {A}})} miteinander identifiziert. {\displaystyle K({\mathcal {A}})} ist eine triangulierte Kategorie.

## Derivierte Kategorie
Analog zur Lokalisierung bildet man die derivierte Kategorie {\displaystyle D({\mathcal {A}})} aus {\displaystyle K({\mathcal {A}})}, indem man sämtliche Quasiisomorphismen für invertierbar erklärt.

### Mengentheoretisches Problem
Seien {\displaystyle A,B} zwei Objekte aus {\displaystyle {\mathcal {A}}}. In {\displaystyle D({\mathcal {A}})} ist die Gesamtheit aller Morphismen von {\displaystyle A} nach {\displaystyle B} nicht immer eine Menge. Die wichtigsten Arbeiten halten dieses Problem für unwesentlich.